# Culcasia annetii
Culcasia annetii är en kallaväxtart som beskrevs av Ntépé-nyamè. Culcasia annetii ingår i släktet Culcasia och familjen kallaväxter. Inga underarter finns listade.